# Onore di Wallingford

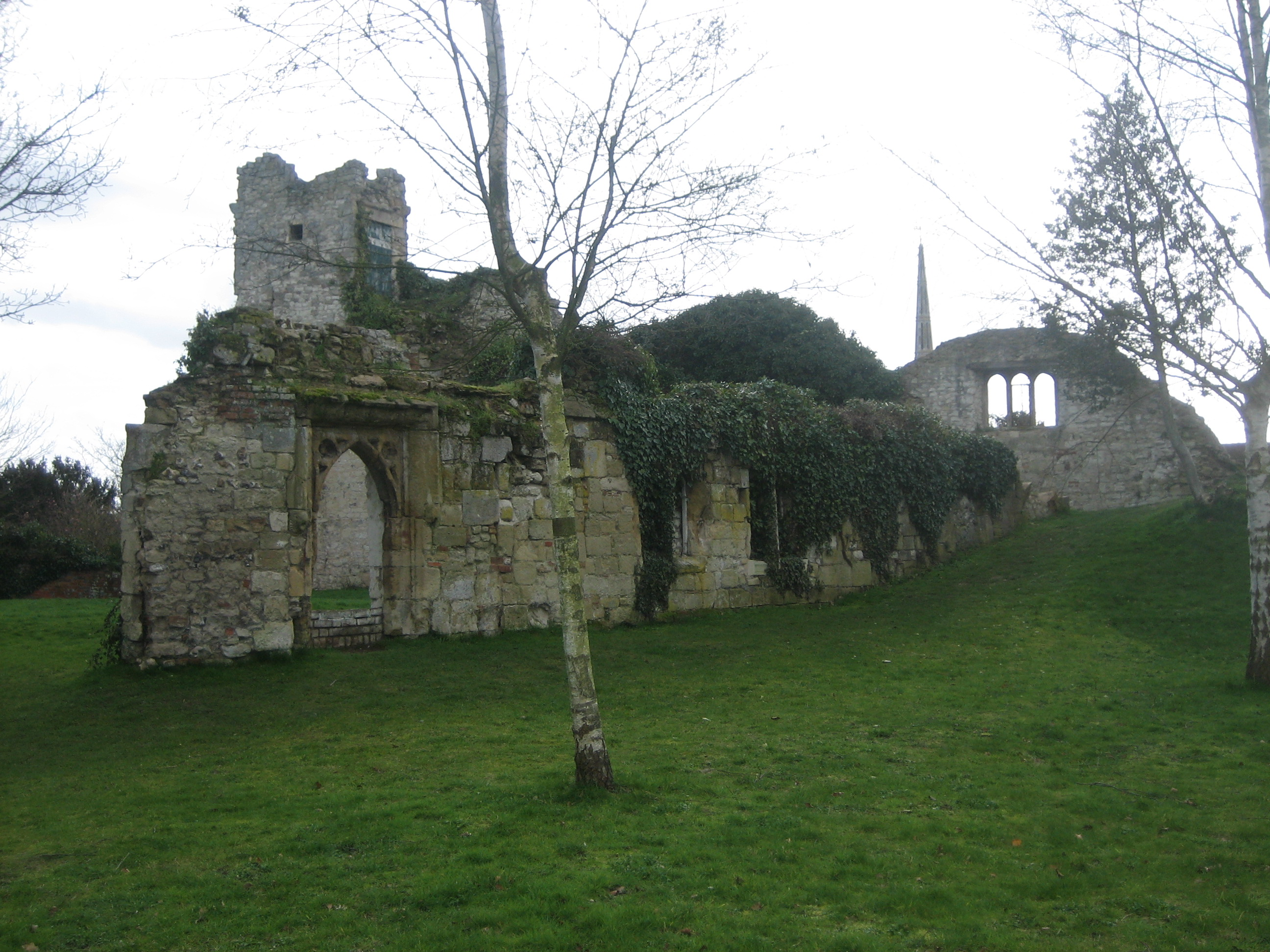
Rovine del Wallingford Castle

L'onore di Wallingford (in inglese Honour of Wallingford) era un onore (cioè un vasto possedimento terriero) medievale inglese, che tra il 1066 e il 1540 si trovava nell'attuale Oxfordshire.

## Storia
L'onore di Wallingford fu istituito dopo la Conquista normanna dell'Inghilterra, che iniziò nel 1066.
Inizialmente l'onore includeva Wallingford e Harpsden e, in seguito, fu ampliato a includere numerosi altri manieri.
Il Domesday Book registra nel 1086 che Alkerton possedeva due manieri principali.
Verso la fine dell'XI secolo, Miles Crispin deteneva il numero maggiore di tali manieri come parte dell'onore di Wallingford.
Dopo la morte di Crispin, avvenuta nel 1107, la sua vedova Maud sostenne l'Imperatrice Matilda durante l'Anarchia.
Quando re Stefano sconfisse Matilda, Maud si ritirò in convento e re Stefano assegnò i suoi possedimenti a Enrico, duca di Normandia.
Questo fatto comportò che Aston Rowant divenne parte dell'onore di Wallingford.
L'onore di Wallingford includeva anche Newton Purcell.
Fino al XIII secolo, Chesterton (Oxfordshire) apparteneva anch'essa all'onore, come pure risultava che nel 1360 vi appartenesse il maniero di Pyrton.
Nel XIII secolo, l'onore di St. Valery passò al conte di Cornovaglia, che a quel tempo possedeva anche l'onore di Wallingford.
Quando Edmondo Plantageneto, II conte di Cornovaglia, morì senza prole nel 1300, l'onore di St. Valery passò alla Corona.
Verso il 1414, l'onore di St. Valery apparteneva nuovamente a questo onore.
Nel 1540 l'onore fu separato dal Ducato di Cornovaglia mediante atto parlamentare (Act of Parliament, 32 Hen. 8 c. 53), che divenne così parte dell'onore di Ewelme creato ex novo.
Tra coloro che ricevettero l'onore di Wallingford si ricordano:
- Piers Gaveston, I conte di Cornovaglia, cui l'onore fu assegnato assieme alla Cornovaglia da Edoardo II nel 1307;
- Thomas Chaucer, cui l'onore fu concesso da Enrico IV nel 1399;
- William de la Pole, I duca di Suffolk, che divenne connestabile del Wallingford Castle nel 1434 e le cui terre includevano l'onore al momento del suo assassinio avvenuto nel 1499. Le sue proprietà passarono a sua moglie Alice de la Pole, figlia di Thomas Chaucer. Anche il loro figlio John de la Pole, II duca di Suffolk, possedette l'onore.